# Benspark

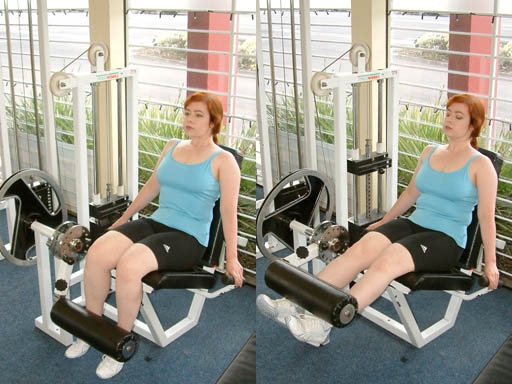
Övningen benspark i en träningsmaskin.

Benspark är en övning inom bland annat styrketräning, men används flitigt inom rehabilitering av exempelvis idrottsskador. Denna övning är en isolerande övning till nästan hela lårets framsida eller quadriceps. En antagonistövning till denna övning är sittande benböj.
Benspark aktiverar främst framsidan av benet. 
- Rectus femoris
- Vastus intermedius
- Vastus lateralis
- Vastus medialis